# Rua do Comércio, 26
O Edifício na Rua do Comércio nº 26, em Santa Leopoldina, é um bem cultural tombado pelo Conselho Estadual de Cultura do Espírito Santo, inscrição no Livro do Tombo Histórico sob o nº 32 a 68, folhas 4v a 7v. A casa está localizada atualmente na mesma rua, no número 1490.

## Importância
No livro "Arquitetura: Patrimônio Cultural do Espírito Santo", publicado pela Secretaria de Cultura do Espírito Santo em 2009, o edifício é descrito: "Construído em 1918 com o uso de materiais “sólidos” e “duráveis” como a pedra e o ferro, o edifício é um exemplar representativo do poder econômico dos cidadãos de Santa Leopoldina, especialmente aqueles ligados à sua atividade principal, o comércio. Como o edifício situado à direita de sua fachada frontal, sua arquitetura está configurada a partir do pragmatismo sugerido pela atividade de entrada e saída de mercadorias e pessoas. É assim, edifício de um só pavimento e composição delineada pela sequência linear de portas de generosas dimensões. Essas estão arrematadas por moldura desenhada segundo modelo de inspiração clássica, presente no uso do arco pleno, no arremate das bandeiras e no peso compositivo dos frisos e da cimalha horizontalmente dispostos sobre as portas".

## Tombamento
O edifício foi objeto de um tombamento de patrimônio cultural pelo Conselho Estadual de Cultura, de número 05, em 30 de julho de 1983, Inscr. nº 32 a 68, folhas 4v a 7v. O processo de tombamento inclui quase quarenta imóveis históricos de Santa Leopoldina. No ato de tombamento, é listado como proprietário Armindo Guedes Vicentini.
O tombamento desse edifício e outros bens culturais de Santa Leopoldina foi principalmente decorrente da resolução número 01 de 1983, em que foram aprovadas normas sobre o tombamento de bens de domínio privado, pertencentes a pessoas naturais ou jurídicas, inclusive ordens ou instituições religiosas, e de domínio público, pertencentes ao Estado e Municípios, no Espírito Santo. Nessa norma foi estabelecido que, entre outros pontos:
- "O tombamento de bens se inicia por deliberação do CEC “ex-offício”, ou por provocação do proprietário ou de qualquer pessoa, natural ou jurídica, e será precedido, obrigatoriamente, de processo", ponto 3;
- "Em se tratando de bem(s) pertencente(s) a particular(es), cujo tombamento tenha caráter compulsório, e aprovado o tombamento, o Presidente do CEC expedirá a notificação de que trata o artigo 5°. I do Decreto n° 636-N, de 28.02.75, ao interessado que terá o prazo de 15(quinze) dias, a contar do seu recebimento, para anuir ou impugnar o tombamento", ponto 12.[3]

As resoluções tiveram como motivador a preservação histórico-cultural de Santa Leopoldina contra a especulação imobiliária, que levou à destruição de bens culturais à época.